# 法國國家廣播電視

法國國家廣播電視商標

法國國家廣播電視 （法語：Office de Radiodiffusion-Télévision Française，ORTF）是法國的國營公共廣播電視機構，存在於1964年至1974年。所有節目（特別是新聞節目）均受到政府的嚴格控制。
法國國家廣播電視的前身是法國廣播電視（RTF）。法國國家廣播電視後由法國電視一台、法國電視二台、法國電視三台、法國廣播電台等團體繼承。